# Айрум (станция)
Айру́м — пограничная станция Южно-Кавказской железной дороги в Армении. Расположена в 141 километре от Гюмри и в 75 километрах от Тбилиси. Открыта в 1892 году вместе с участком Тбилиси — Гюмри. Названа по селу Айрум, вблизи которого расположена.
Располагается за рекой Дебед на соседнем берегу от села.

## Деятельность
Станция является единственным действующим пропускным пунктом Южно-Кавказской железной дороги. На станции осуществляются:
- таможенный контроль в пассажирских поездах дальнего следования;
- приём/передача грузовых поездов между Грузинской и Южно-Кавказской железными дорогами;
- оборот пригородных поездов.

Через станцию ежедневно проходит поезд дальнего следования Ереван — Тбилиси, летом следует поезд Ереван — Батуми. Станция является конечной для пригородного поезда сообщением Айрум — Ванадзор — Гюмри. Со стороны Грузии пригорожные поезда ходят только до станции Садахло, в 13 км к северу.

## Описание
На станции 8 путей, уложенных парком-трапецией. Действует железнодорожный вокзал. Восточнее станции располагается охраняемый железнодорожный переезд. Осуществляется пограничный и таможенный контроль поездов прибывающих из Грузии и отправлющихся в Грузию.

## Инциденты
2 октября 2011 года около железнодорожного моста Айрума произошёл оползень, в результате чего была закрыта автодорога. Железнодорожное сообщение не было прервано, пассажирский поезд Ереван — Тбилиси следовал согласно обычному расписанию.